# Пелих Галина Федорівна
Галина Федорівна Пелих (1923, Городище-Пустоварівське, Київська губернія, УСРР, СРСР — ?, місто Одеса) — українська радянська діячка, секретар Одеського обласного комітету ЛКСМУ, депутат Верховної Ради УРСР 2-го скликання, мовознавець, педагог.

## Життєпис
Народилася на Київщині в родині робітника-слюсаря. У 1940 році закінчила середню школу. Член ВЛКСМ.
З 1940 року навчалася на літературно-мовному факультеті Одеського педагогічного інституту.
Під час німецько-радянської війни перебувала разом з інститутом в евакуації в місті Байрам-Алі Туркменської РСР. Продовжувала навчання, працювала медичною сестрою у військовому шпиталі.
У 1944 році повернулася разом з інститутом до міста Одеси, де завершила навчання.
З 1945 року навчалася в аспірантурі Одеського педагогічного інституту, викладала сучасну українську мову.
Член ВКП(б) з 1945 року.
З жовтня 1946 року — секретар Одеського обласного комітету ЛКСМУ по роботі серед шкільної молоді і піонерів.
Згодом захистила дисертацію і здобула науковий ступінь кандидата філологічних наук.
Потім працювала викладачем кафедри української мови Одеського державного педагогічного інституту імені К. Д. Ушинського, з 1960 року була доцентом кафедри української мови Одеського державного університету імені І. І. Мечникова.

## Праці
- Пелих Г. Ф. Будова складного речення у надбузьких говорах Первомайського району Миколаївської області // Наукові записки Одеського державного педагогічного інституту ім. К. Д. Ушинського. — 1960. — Т. XXV: Кафедра української мови і літератури. — С. 79 — 92.

## Нагороди
- Медаль «За доблесну працю у Великій Вітчизняній війні 1941—1945 рр.»